# أرومة غضروفية
الأرومة الغضروفية (بالإنجليزية: chondroblasts)‏ أو الخلايا المتعلقة بسمحاق الغضروف (بالإنجليزية: perichondrial cells)‏ أو مولدة الغضروف، هو اسم اللُّحْمَة المُتَوَسِّطَة (بالإنجليزية: Mesenchyme)‏ للخلية السلفية (بالإنجليزية: Progenitor cell)‏ (خلايا غير متخصصة لديها القابلية للتمايز إلى خلايا أخرى متخصصة) في مَوضِعِها الطبيعي (in situ)، و التي سوف تكوّن الخلايا الغضروفية عن طريق التعظم داخل الغضروف في مصفوفة الغضروف النامية.
وتُدعى أيضاً: الأسلاف  القشرية-الإسفنجية تحت الغضروف (subchondral cortico-spongious progenitors).